# 5603 Rausudake
5603 Rausudake eller 1992 CE är en asteroid i huvudbältet som upptäcktes den 5 februari 1992 av de båda japanska astronomerna Kazuro Watanabe och Kin Endate vid Kitami-observatoriet. Den är uppkallad efter den japanska stratovulkanen Rausudake.
Asteroiden har en diameter på ungefär 45 kilometer och den tillhör asteroidgruppen Hilda.